# Juncang
Juncang (kinesiska: 军仓, 军仓乡) är en socken i Kina. Den ligger i den autonoma regionen Tibet, i den sydvästra delen av landet, omkring 520 kilometer väster om regionhuvudstaden Lhasa. Antalet invånare är 1 398. Befolkningen består av 649 kvinnor och 749 män. Barn under 15 år utgör 19,0 %, vuxna 15-64 år 71 %, och äldre över 65 år 8,0 %.
Genomsnittlig årsnederbörd är 542 millimeter. Den regnigaste månaden är juli, med i genomsnitt 120 mm nederbörd, och den torraste är november, med 14 mm nederbörd.